# Moderne Galathée
Pour plus de détails, voir Fiche technique et Distribution.
Moderne Galathée (titre de travail : Galathée) est un film muet français réalisé par Georges Denola, sorti en 1911.

## Fiche technique
- Titre : Moderne Galathée
- Titre de travail : Galathée
- Réalisation : Georges Denola
- Scénario : Daniel Riche
- Photographie :
- Montage :
- Producteur :
- Société de production : Société cinématographique des auteurs et gens de lettres (S.C.A.G.L)
- Société de distribution :  Pathé Frères
- Pays d'origine :  France
- Langue : film muet avec les intertitres en français
- Format : Noir et blanc — 35 mm — 1,33:1 — Muet
- Genre : Comédie
- Métrage : 215 mètres
- Durée : 7 minutes 20
- Dates de sortie :
  -  France : 1911

## Distribution
- Émile Mylo :
- Charles Dechamps
- Paul Franck
- Gabrielle Lange
- Clara Faurens
- Cécile Barré
- Édouard Delmy
- Anthonin
- Madame Beauchesne
- Acheray
- Fernande Bernard